# Pays d'Aix (région naturelle)
Ne doit pas être confondu avec Pays d'Aix.

Le pays d'Aix est une région naturelle de France située dans la région Provence-Alpes-Côte d'Azur, à l'est du département des Bouches-du-Rhône. Le pays doit son nom à la ville d'Aix-en-Provence qui en est la capitale et le cœur géographique.
Le Pays d'Aix est également le nom d'un territoire de 36 communes inclus dans la métropole d'Aix-Marseille-Provence. 

## Situation
Le pays d'Aix est entouré des régions naturelles suivantes : 